# 39Н6
Каста-2Е2 (39Н6) — российская подвижная трёх координатная радиолокационная станция дециметрового диапазона кругового обзора дежурного режима. Предназначена для контроля воздушного пространства, определения координат и опознавания воздушных целей, в том числе на предельно малых высотах, их трассовых характеристик и выдачи их координат и параметров движения на системы управления ПВО (РТВ, ЗРВ, ИА), ВВС и войскового ПВО, причём одновременно на двух потребителей по радиоканалам и/или кабельной линии связи, а на ещё одного — с цифро-аналоговым сопряжением. Третья координата (высота полёта цели) оценивается на основании обнаружения цели в нижнем луче, в верхнем луче или в обоих; точность оценки высоты полёта истребителя (в среднем для всех высот и дальностей) — 900 м. Может также использоваться как РЛС управления воздушным движением и контроля воздушного пространства в аэродромных зонах.

## Состав
В состав радиолокационной станции входят:
- Аппаратная машина № 1;
- Антенная машина № 2;
- Дизель-электростанция (машина № 3);
- Прицеп кабельных укладок.

РЛС оснащается НРЗ «Вопросник» 6440, работающим одновременно как в системе РЛГО «Пароль-4» (7-м диапазоне волн), так и в режимах систем ATC RBS и IFF Mk XA/XII. ЭВМ РЛС обеспечивает как комплексирование данных первичной и вторичной радиолокации (включая полётную информацию), так и управление опознаванием целей в назначенной основной одной из систем («Пароль-4» или Mk XA/XII).